# Iwade (Kent)
Iwade è un comune della contea del Kent, in Inghilterra, sito nella parte settentrionale di Detling Hill, vicino alla città di Sittingbourne.

## Geografia e struttura
Circondato dalla campagna, si sta sviluppando con edifici eleganti e piccole unità, intorno ad un centro storico ed all'antica chiesa di All Saints (Ognissanti).
Esso è caratterizzato da ampi spazi verdi e da uno stile architettonico tipicamente locale. Sebbene piccole, vi sono un asilo infantile, una scuola elementare, un centro di cure mediche, oltre ad un  pub e ad un ufficio postale; vi sono anche piccoli negozi ed un salone.

## Origine del nome
È credenza diffusa che il nome derivi da frequenti inondazioni cui il villaggio sarebbe sottoposto ma si tratta solo di una diceria non confermata. Un'altra teoria possibile è che si trattasse del villaggio ove si riposavano di coloro che si recavano nell'isola di Sheppey prima di guadare (ingl. to wade) lo Swale durante la bassa marea quando non esisteva ancora il ponte che le collegava alla terraferma (eretto nel XX secolo).

## Infrastrutture e trasporti
Il comune fruisce di un servizio giornaliero di corriere per la città di Londra, frequentato principalmente da pendolari. 
I collegamenti stradali con il resto della regione sono costituiti da comodi accessi alle autostrade M2 ed M20, ed è collegato da una strada locale ai vicini comuni di Maidstone e poi Canterbury & Faversham.
Iwade è vicino alla Swale railway station, sulla linea ferroviaria fra Sheerness e Sittingbourne.

## Sport
A Iwade è situata la pista di Speedway Sittingbourne Speedway. La località è stata inoltre sede dei Sittingbourne Crusaders, che hanno gareggiato nella Speedway Conference League sporadicamente fra il 1995 e il 2008.